# Kråkfot (jordtag)
Kråkfot är ett sätt för att anordna ett jordtag med låg resistans och låg reaktans.
Från den punkt som ska jordförbindas dras en eller något flera metall-linor ut ett långt stycke såsom ekrarna från navet på ett hjul.
Ungefär på mitten av var och en av dessa linor skarvas två eller något fler linor, ungefär hälften så långa som de första linorna, och sprids ut likformigt kring skarvpunkten.
På mitten av var och en av de kortare linorna skarvar man på samma sätt ytterligare linor, ungefär fjärdedelen så långa som de första linorna.
Detta förfarande skulle i princip kunna fortsätta hur länge som helst, men ju mer man förfinar, desto mindre vinner man i  sänkt motstånd för ytterligare steg. Normalt nöjer man sig med steget till fjärdedels-bitar.